# Masía

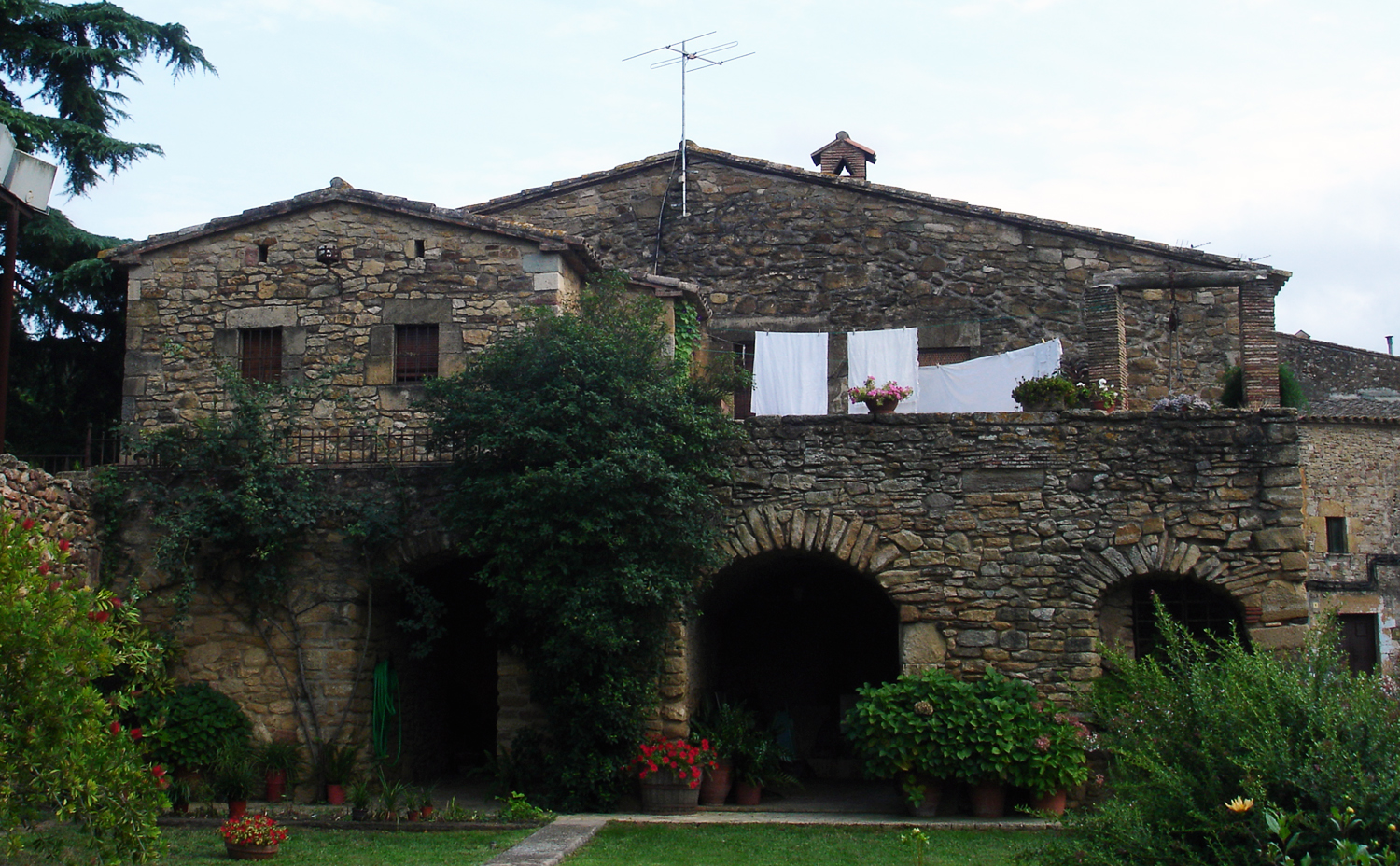
Masia em Gerona

Masía (em castelhano e galego; em catalão: masía; plural: masies), é um tipo de construção rural, também chamada masada ou simplesmente mas, que se encontra no leste da Espanha, nomeadamente na Catalunha e na generalidade dos territórios que pertenceram à Coroa de Aragão, e na Provença (sul de França). Tem origem nas antigas vilas romanas. São construções isoladas, ligadas a uma exploração agrícola e pecuária de tipo familiar chamada "mas".